# Polskie tańce narodowe

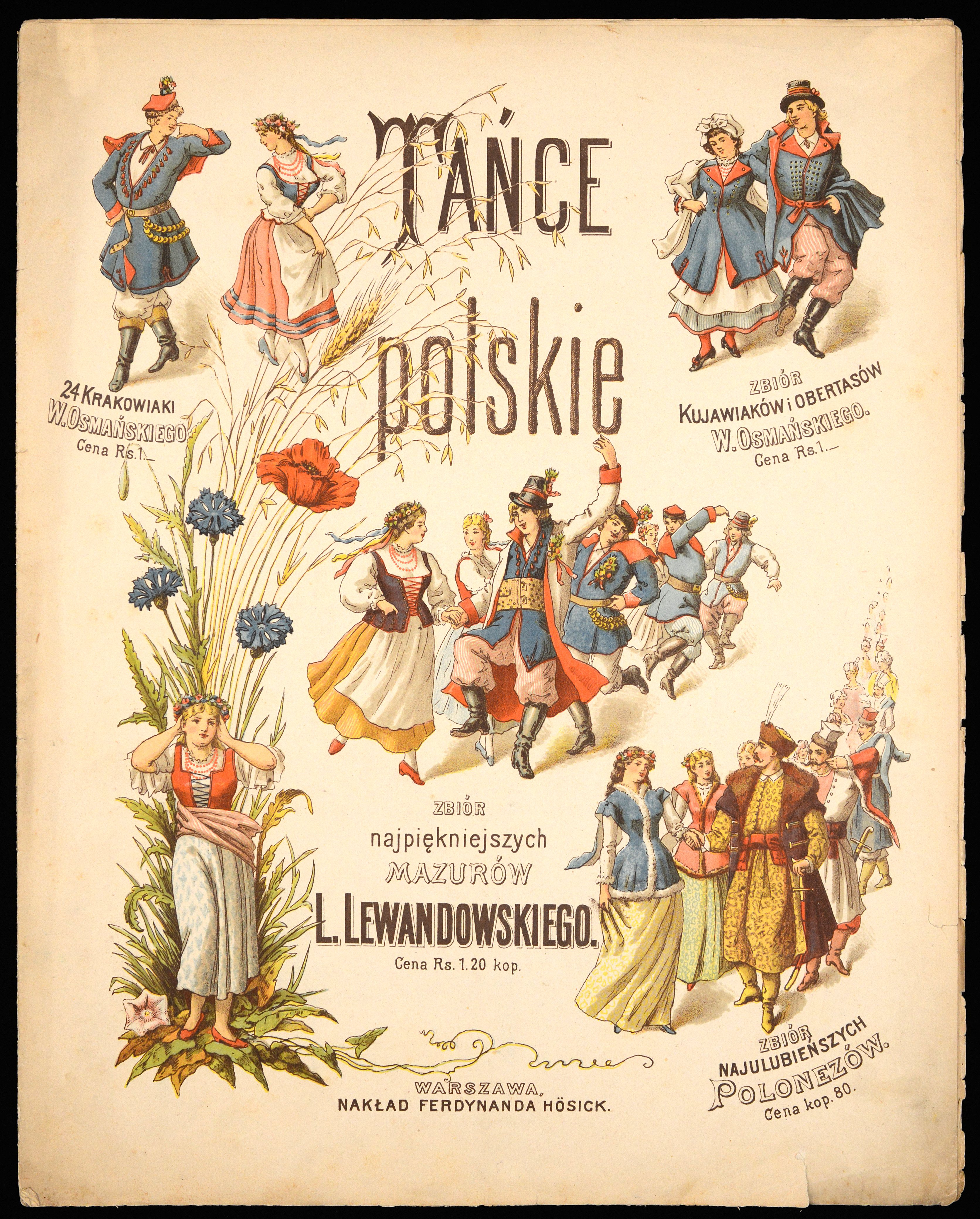
"Tańce polskie", okładka zbioru nut, 1890

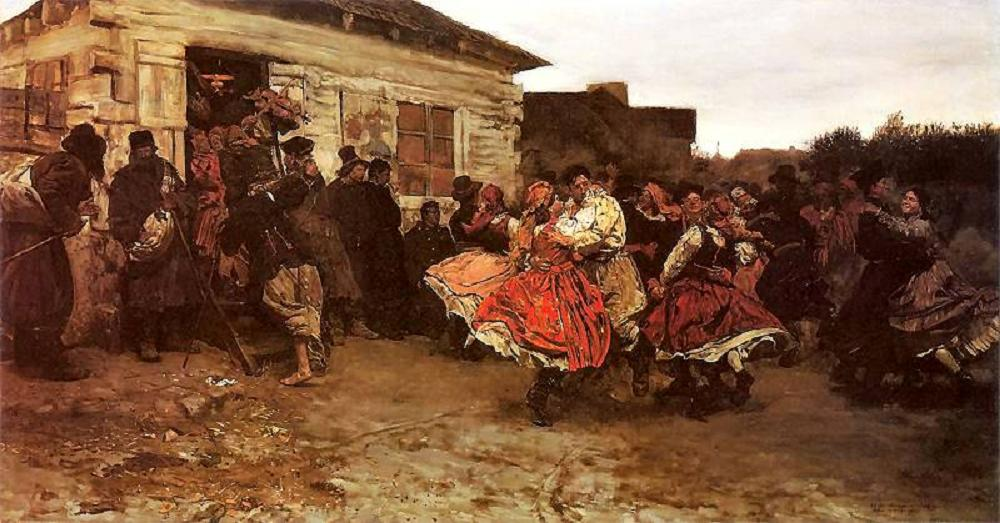
Obraz Józefa Chełmońskiego Oberek (1878)

Polskie tańce narodowe – tańce wywodzące się z tańców ludowych z terenów całej Polski. Przyjmuje się wyróżnienie pięciu tańców o charakterze narodowym (krakowiak, polonez, mazur, oberek i kujawiak), które w trakcie rozwoju historycznego znacząco odbiegły od pierwowzorów wiejskich. Pierwsze próby klasyfikacji tańców narodowych podejmowano w XIX w.

## Nazwy i cechy polskich tańców narodowych
- krakowiak – żywy, polski taniec ludowy z okolic Krakowa, zaliczany do polskich tańców narodowych, w metrum 2/4 i w charakterystycznym, synkopowanym rytmie. Nazwa tańca pochodzi z XVIII wieku i odnosiła się do grupy tańców posiadających własne lokalne nazwy: mijany, dreptany, ścigany, skalmierzak, przebiegany.
- polonez (fr. Polonaise – polski) – nazywany pierwotnie chodzonym. Jest polskim tańcem dworskim, choć jego korzenie tkwią w muzyce ludowej. Cechy: dostojny, raczej powolny, akcent na raz, metrum 3/4. Tempo umiarkowane i jednostajne.
- mazur – pochodzi z Wielkopolski. W XIX w. stał się charakterystyczny dla Mazowsza.[5] Cechy: tempo szybkie, akcentowane podskoki, żywy, „siarczysty”. Metrum 3/4 lub 3/8, dużo rytmów punktowanych.
- oberek, zwany też obertasem – najszybszy z tańców narodowych. Cechy: bardzo szybki, w drobnych wartościach rytmicznych, wesoły, żywy, metrum 3/8.
- kujawiak – pochodzi z Kujaw. Cechy: powolny, metrum 3/4. Najwolniejszy z tańców narodowych. Kolebany. Melodia utrzymana jest najczęściej w tonacji molowej.

## Tańce w kulturze
W średniowieczu wszelkie tańce uznawane były przez duchowieństwo za niemoralne. Na wielu synodach zakazywano tańca na równi z pijaństwem czy rozpustnym ubiorem. Tańce były grzechem i rzekomo cieszyły szatana. Za najbardziej niegodne były jednak uznawane tańce, które chłopi wykonywali w karczmach.
W czasach stanisławowskich szkolnictwo taneczne było już rozwinięte. Swoją działalność kontynuowały szkoły konwiktowe, a do tematyki tanecznej powracały również powstałe po rozpadzie szkół jezuickich – szkoły podległe Komisji Edukacji Narodowej. Taniec był bardzo ważnym elementem w wiodącym wówczas ośrodku – Szkole Rycerskiej (Korpusie Kadetów).
Mit tańców narodowych zyskał szczególne znaczenie w epoce romantyzmu. Pełnił funkcję jednoczącą polską kulturę. Dawał Polakom poczucie zakorzenienia, ciągłości i własnej wartości. Nieudokumentowana w piśmie kultura tradycyjna odgrywała na ziemiach polskich bardzo dużą rolę. Tańce narodowe stały się czynnikiem warunkującym zachowanie tożsamości narodowej.